# Operatie Sandmann
Operatie Sandmann was de codenaam voor een Duitse anti-partizanenoperatie in de omgeving van Bosanski Novi, Bosnië.

## Geschiedenis
In dit gebied bevonden zich de partizanen van de 5e Krajiski Brigade. De partizanen voerde uit deze regio diverse acties uit tegen de Duitse bezetter. De Duitsers zetten voor deze operatie delen in van het 721e Infanterieregiment en de 714e Infanteriedivisie. Aan deze strijdmacht werden twee compagnieën van het 4e Utasha-bataljon, artillerie en een eenheid van het 2. Gebirgsbrigade toegevoegd. De resultaten van de operatie waren zeer gering. Hoewel de partizanen enige tijd geen acties meer uitvoerden, werden er geen partizanen door de Duitsers opgepakt.